# Asteroporpa annulata
Asteroporpa annulata is een slangster uit de familie Gorgonocephalidae. De wetenschappelijke naam van de soort werd in 1856 gepubliceerd door Anders Sandoe Örsted & Christian Frederik Lütken.

## Synoniemen
- Asteroporpa affinis Lütken, 1859[2]